# Zemljopis Australije
Zemljopis Australije, kao najmanjeg kontinenta i 6. najveće države na svijetu, uključuje širok opseg biogeografskih regija, od snjegovitih gorja Australskih Alpa i Tasmanije do velikih pustinja, tropskih šuma, travnjaka, vriština i šuma. Stanovništvo Australije koncentrirano je duž istočne i jugoistočne obale. 
Okolne države uključuju Indoneziju, Istočni Timor i Papuu Novu Gvineju na sjeveru, Solomonske otoke, Vanuatu i Novu Kaledoniju na istoku te Novi Zeland na jugoistoku.

## Fizički zemljopis
Australija je država i otok u Oceaniji između Indijskog oceana te južnog Tihog oceana. Teritorij države Australije uključuje cjeloviti kontinent te manje okolne otoke. Time je 6. najveća država na svijetu prema teritoriju, koji seže preko 7 686 850 km2 (uključujući Lord Howe i Macquarie).
Glavni otok Australije ima dužinu obale od 35 821 km, s dodatnih 23 860 km obale manjih otoka.

### Regije
Australiju možemo podijeliti na tri velike prirodne regije:
- Veliko razvodno gorje – područje od poluotoka Cape York do Bassovog prolaza, Tasmanije i zapadnog područja Victorije
- Središnja zavala – područje triju glavnih slijevova: slijeva zaljeva Carpentaria, slijeva jezera Eyre i slijeva Murray
- Zapadna visoravan – područje zapadnoaustralskog štita.